# Medieval: Total War: Viking Invasion
Medieval: Total War: Viking Invasion is een uitbreiding voor het spel Medieval: Total War. De uitbreiding kwam uit in 2003 en bevatte nieuwe troepen, een campaign en algemene verbeteringen.

## De uitbreiding
De uitbreiding richt zich op de invasie van de Noormannen in Noord-Europa en de Britse Eilanden. De uitbreiding speelt zich af van 793 tot 1066. Het doel is om als Noormannen zo veel mogelijk gebieden te veroveren of om als de andere facties de aanvallen af te slaan en zo de Noormannen te verslaan.
Enkele historische legereenheden zijn aan het spel toegevoegd, zoals de Noorse elite troepen genaamd de húskarls. Ook zijn er brandende pijlen toegevoegd, om kastelen en muren in brand te zetten. De mogelijkheid om je troepen op te stellen voor het gevecht begint is ook aan het spel toegevoegd.
Ook zijn er in de uitbreiding enkele bugs verholpen, waardoor het spel beter werkt.

## Facties
Een nieuwe factie is die van de Vikingen, onder alle speelbare facties vallen:
- De Noormannen
- De Angelsaksen
- De Hongaren
- Het Koninkrijk Aragon

Onder de niet speelbare facties vallen:
- Mercia
- De Ieren
- Welsh
- Northumbria
- De Schotten
- De Picten